# T-モバイル・アリーナ

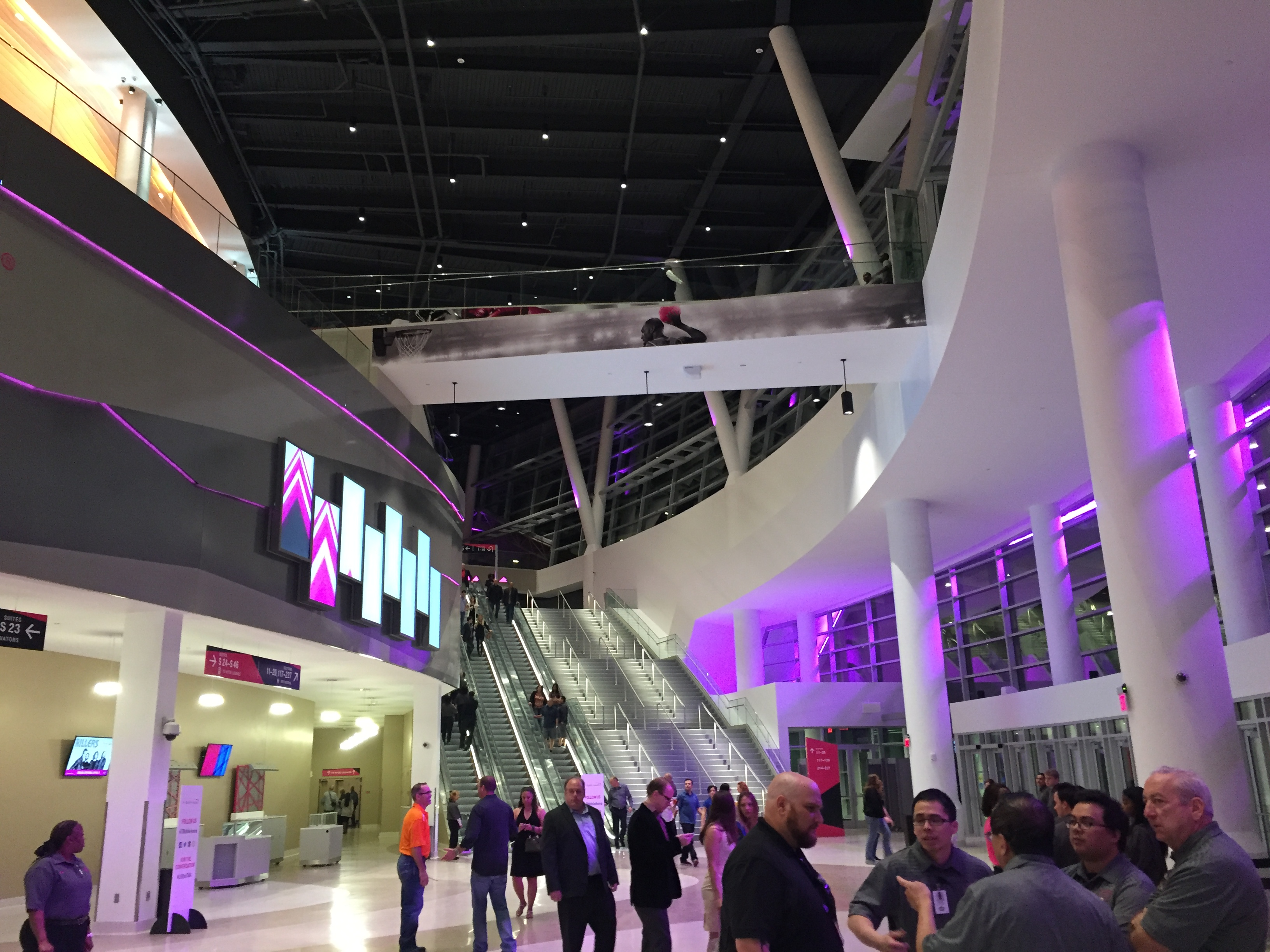
アリーナ内部、16年3月31日の内覧会

T-モバイル・アリーナ（ティー・モバイル・アリーナ）は、アメリカ合衆国のネバダ州ラスベガスにある多目的アリーナ。所有はラスベガス・アリーナ・カンパニー。MGMリゾーツ・インターナショナルとAEGライブが共同で運営。2016年1月7日にT-モバイルUSが複数年契約の命名権を取得し、同年4月22日にこけら落としが開催された。2017-18シーズンからナショナルホッケーリーグ（NHL）に新規参入したベガス・ゴールデンナイツのホームアリーナとしても使用される。

## 主要イベント
| 日時               | 出演                                                   | イベント名                                        |
| ------------------ | ------------------------------------------------------ | ------------------------------------------------- |
| 2016年4月6日       | T-モバイル・アリーナ杮落とし公演                       | ザ・キラーズ with ウェイン・ニュートン & シャミル |
| 2016年4月7日       | ニッキー・ミナージュ, with アリアナ・グランデ          |                                                   |
| 2016年4月8日-9日   | ガンズ・アンド・ローゼズ                               | First reunion concerts with Slash & Duff Mckagan  |
| 2016年4月19日      | ハーレム・グローブトロッターズ                         | Fans Rule World Tour                              |
| 2016年4月22日-23日 | ジョージ・ストレイト                                   | Strait to Vegas                                   |
| 2016年4月30日      | ビリー・ジョエル                                       | ビリー・ジョエル・イン・コンサート                |
| 2016年5月7日       | サウル・アルバレス vs アミール・カーン                 | パワーvsスピード(WBC世界ミドル級タイトルマッチ)   |
| 2016年5月22日      | ビルボード・ミュージック・アワード2016                 |                                                   |
| 2016年6月5日       | ミスUSA 本戦                                           |                                                   |
| 2016年6月19日      | WWEマネー・イン・ザ・バンク                            |                                                   |
| 2016年6月24日-25日 | ガース・ブルックス & トリーシャ・イヤウッド            | The Garth Brooks World Tour with Trisha Yearwood  |
| 2016年7月9日       | UFC 200                                                |                                                   |
| 2016年7月16日      | ディクシー・チックス                                   | DCX MMXVI World Tour                              |
| 2016年8月6日       | バーブラ・ストライサンド                               | The Music... The Mem'ries... The Magic!           |
| 2016年8月19日      | Gwen Stefani, with Eve                                 | This Is What the Truth Feels Like Tour            |
| 2016年9月1日       | コールドプレイ                                         | A Head Full of Dreams Tour                        |
| 2016年9月11日      | Drake, with Future                                     | Summer Sixteen Tour                               |
| 2016年10月7日      | ロサンゼルス・キングス vs. ダラス・スターズ            |                                                   |
| 2016年10月13日     | ロサンゼルス・レイカーズ vs. サクラメント・キングス    |                                                   |
| 2016年10月21日     | キース・アーバン                                       | Ripcord World Tour                                |
| 2016年11月2–6日    | プロフェッショナル・ブル・ライダーズワールドファイナル |                                                   |
| 2016年11月28日     | キャリー・アンダーウッド                               | Storyteller Tour: Stories in the Round            |
| 2016年12月15日     | UNLV vs デューク大学バスケットボール                   |                                                   |